# میرابل، کبک

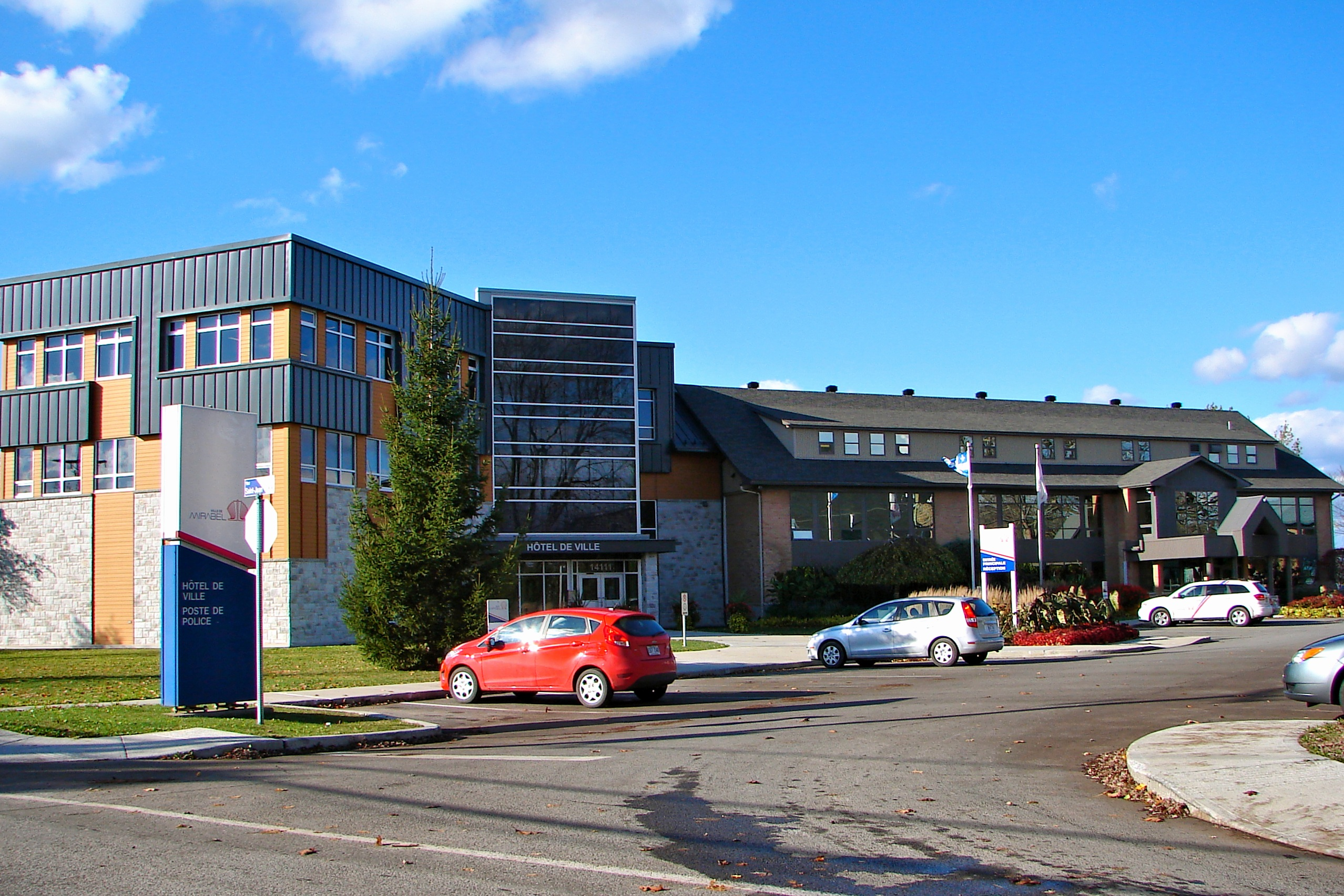

میرابل (به فرانسوی: Mirabel) شهرکی در ناحیه لورانتید، استان کبک کانادا است. در سرشماری سال ۲۰۱۱ این شهرک ۳۳٬۶۵۱ نفر جمعیت داشته‌است و مساحت آن ۴۷۷٫۸۶ کیلومتر مربع است.